# اتحادیه فوتبال جزایر کیریباتی
اتحادیه فوتبال جزایر کیریباتی (انگلیسی: Kiribati Islands Football Association) نهاد اداره‌کننده مسابقات فوتبال و فوتسال در کشور کیریباتی است.
این اتحادیه که در سال ۱۹۸۰ تأسیس شده عضو کنفدراسیون فوتبال اقیانوسیه می‌باشد.